# Creobroter
Genre
Creobroter est un genre de mantes de la famille des Hymenopodidae.

## Répartition géographique
Les espèces du genre Creobroter se rencontrent en Asie. Elles sont notamment présentes en Chine et en Inde.

## Description

### Diagnose
Le prothorax est à peine dilaté latéralement. Les côtés de l'abdomen ne sont pas dentelés. Le vertex a seulement un tubercule.

### Description détaillée
Les espèces du genre Creobroter ont un audiogramme en forme de « W » avec une égale sensibilité auditive entre 2 et 4 kHz et entre 25 et 50 kHz et une insensibilité entre 10 et 15 kHz. Leur sensibilité aux ultrasons provient d'un organe auditif situé sur la ligne médiane ventrale du métathorax qui ressemble beaucoup à l'oreille des autres mantes.

## Liste des espèces
Selon GBIF (12 août 2024) :
- Creobroter apicalis Saussure, 1869
- Creobroter celebensis Werner, 1931
- Creobroter discifera Audinet-Serville, 1839[4] - espèce type
- Creobroter episcopalis Stal, 1877
- Creobroter fasciatus Werner, 1927
- Creobroter fuscoareatus Saussure, 1870
- Creobroter gemmatus (Stoll, 1815)[7],[8]
- Creobroter granulicollis Saussure, 1870
- Creobroter insolitus Beier, 1942
- Creobroter jiangxiensis Zheng, 1988[2]
- Creobroter labuanae Hebard, 1920
- Creobroter laevicollis Saussure, 1870
- Creobroter medanus Giglio-Tos, 1915
- Creobroter meleagris Stal, 1877
- Creobroter nebulosa Zheng, 1988[2]
- Creobroter pictipennis Wood-Mason, 1878
- Creobroter signifer Walker, 1859
- Creobroter sumatranus de Haan, 1842
- Creobroter urbanus Fabricius, 1775
- Creobroter vitripennis Beier, 1933

## Systématique
Ce genre a été décrit en 1839 par l'entomologiste français Jean Guillaume Audinet-Serville avec pour espèce type Creobroter discifera par désignation subséquente et initialement comme un sous genre du genre Harpax.
Pour certaines sources, comme GBIF, ce genre est à attribuer à Westwood en 1889.
Creobroter a pour synonymes :
- Creoboter Burmeister, 1840
- Creobotra Saussure, 1869
- Creobrotra Saussure, 1898

### Étymologie
Le nom générique, Creobroter, dérive du grec ancien κρέαζ, créo, « chair », et βρωνήρ, broter, « qui mange », et désigne un genre carnivore.

### Publication originale
- Audinet-Serville, Histoire naturelle des insectes : Orthoptères, Paris, 1839, 776 p. (lire en ligne), p. 160-162.